# Abdelmajid Lamriss
Abdelmajid Lamriss, né le 12 février 1959, est un footballeur international marocain des années 1980. Défenseur, il compte 34 sélections avec la sélection du Maroc entre 1982 et 1989, participant à la phase finale de la Coupe du monde 1986 où le Maroc s'incline en huitièmes de finale face à la RFA. Il participe également à deux phases finale de la Coupe d'Afrique des nations (CAN), en 1986 et 1988, avec deux éliminations en demi-finale.

## Biographie
Ce défenseur joue principalement en faveur des FAR de Rabat. Avec ce club, il remporte la Ligue des champions de la CAF en 1985 et il est sacré champion du Maroc à trois reprises.
Avec l'équipe nationale marocaine, il participe aux Jeux olympiques d'été de 1984 puis à la Coupe du monde 1986 qui se déroule au Mexique. Lors de cette dernière, le Maroc atteint le stade des huitièmes de finale. Lamriss, titulaire à tous les matchs, dispute quatre matchs dans cette compétition.
Après sa carrière de joueur, Lamriss se reconvertit en entraîneur et il dirige notamment les joueurs du Mouloudia de Marrakech.

## Statistiques en équipe nationale

### Sélections
| 0  | Date       | Compétition                         | Lieu        | Rencontre               | Résultat      |
| -- | ---------- | ----------------------------------- | ----------- | ----------------------- | ------------- |
| 1  | 03/10-1982 | Amical                              | Ryad        | Arabie Saoudite - Maroc | 2 - 1         |
| 2  | 10-04-1983 | Elim. CAN 1984                      | Casablanca  | Maroc - Mali            | 4 - 0         |
| 3  | 24-04-1983 | Elim. CAN 1984                      | Bamako      | Mali – Maroc            | 2 - 0         |
| 4  | 28/08-1983 | Elim. CAN 1984                      | Maroc       | Maroc - Nigeria         | 0 - 0 (3 - 4) |
| 5  | 15-09-1983 | Jeux méditerranéens de 1983         | Casablanca  | Maroc – Egypte          | 2 - 1         |
| 6  | 30-06-1984 | Éliminatoires coupe du monde 1986   | Freetown    | Sierra Leone - Maroc    | 0 - 1         |
| 7  | 15-07-1984 | Elim. CM 1986                       | Rabat       | Maroc – Sierra Leone    | 4 - 0         |
| 8  | 31-01-1985 | Coupe Nehru                         | Ernakulam   | Inde - Maroc            | 0 - 1         |
| 9  | 02-02-1985 | Coupe Nehru                         | Kochi       | URSS - Maroc            | 1 - 0         |
| 10 | 07-04-1985 | Elim. CM 1986                       | Rabat       | Maroc - Malawi          | 2 - 0         |
| 11 | 21-04-1985 | Elim. CM 1986                       | Blantyre    | Malawi - Maroc          | 0 - 0         |
| 12 | 12-07-1985 | Elim. CM 1986                       | Le Caire    | Egypte - Maroc          | 0 - 0         |
| 13 | 28-07-1985 | Elim. CM 1986                       | Casablanca  | Maroc - Egypte          | 2 - 0         |
| 14 | 16-08-1985 | Finale des Jeux panarabes           | Rabat       | Maroc – Irak            | 0 - 1         |
| 15 | 25-08-1985 | Elim. CAN 1986                      | Maroc       | Maroc - Zaire           | 1 - 0         |
| 16 | 08-09-1985 | Elim. CAN 1986                      | Kinshasa    | Zaire – Maroc           | 0 - 0         |
| 17 | 06-10-1985 | Éliminatoires coupe du monde 1986   | Rabat       | Maroc - Libye           | 3 - 0         |
| 18 | 18-10-1985 | Éliminatoires coupe du monde 1986   | Benghazi    | Libye - Maroc           | 1 - 0         |
| 19 | 19-02-1986 | Amical                              | Rabat       | Maroc - Bulgarie        | 0 - 0         |
| 20 | 08-03-1986 | CAN 1986                            | Alexandrie  | Algérie - Maroc         | 0 - 0         |
| 21 | 11-03-1986 | CAN 1986                            | Alexandrie  | Cameroun - Maroc        | 1 - 1         |
| 22 | 17-03-1986 | ½ Finale CAN 1986                   | Le Caire    | Egypte - Maroc          | 1 - 0         |
| 23 | 02-06-1986 | Coupe du monde 1986                 | Monterrey   | Pologne - Maroc         | 0 - 0         |
| 24 | 06-06-1986 | Coupe du monde 1986                 | Monterrey   | Angleterre - Maroc      | 0 - 0         |
| 25 | 11-06-1986 | Coupe du monde 1986                 | Guadalajara | Portugal - Maroc        | 1 - 3         |
| 26 | 17-06-1986 | huitièmes de la coupe du monde 1986 | Monterrey   | RFA - Maroc             | 1 - 0         |
| 27 | 09-06-1987 | President's Cup                     | Kangnung    | Australie - Maroc       | 1 - 0         |
| 28 | 05-02-1988 | Tournoi                             | Monaco      | France - Maroc          | 1 - 0         |
| 29 | 03-03-1988 | Amical                              | Mohammedia  | Maroc - RDA             | 2 - 1         |
| 30 | 13-03-1988 | CAN 1988                            | Casablanca  | Maroc - Zaire           | 1 - 1         |
| 31 | 16-03-1988 | CAN 1988                            | Casablanca  | Maroc - Algérie         | 1 - 0         |
| 32 | 19-03-1988 | CAN 1988                            | Casablanca  | Maroc – Côte d’ivoire   | 0 - 0         |
| 33 | 23-03-1988 | ½ finale CAN 1988                   | Casablanca  | Maroc – Cameroun        | 0 - 1         |
| 34 | 08-01-1989 | Elim. CM 1990                       | Rabat       | Maroc – Zambie          | 1 - 0         |
| 35 | 22-01-1989 | Elim. CM 1990                       | Tunis       | Tunisie - Maroc         | 2 - 1         |

### Les matchs olympiques
| 0  | Date       | Compétition                    | Lieu       | Rencontre             | Résultat |
| -- | ---------- | ------------------------------ | ---------- | --------------------- | -------- |
| 1  | 15-05-1983 | Elim. des Jeux olympiques 1984 | Conakry    | Guinée - Maroc        | 0 - 0    |
| 2  | 29-05-1983 | Elim. JO 1984                  | Casablanca | Maroc - Guinée        | 3 - 0    |
| 3  | 09-09-1983 | Jeux Méd. 1983                 | Mohammadia | Maroc - Grèce         | 0 - 0    |
| 4  | 17-09-1983 | Finale J.M 1983                | Casablanca | Maroc - Turquie 'B'   | 3 - 0    |
| 5  | 25-09-1983 | Elim. JO 1984                  | Casablanca | Maroc - Sénégal       | 1 - 0    |
| 6  | 11-02-1984 | Elim. JO 1984                  | Lagos      | Nigeria - Maroc       | 0 - 0    |
| 7  | 30-07-1984 | Jeux olympiques 1984           | Palo Alto  | RFA v Maroc           | 2 - 0    |
| 8  | 01-08-1984 | J.O 1984                       | Pasadena   | A.Saoudite - Maroc    | 0 - 1    |
| 9  | 03-08-1984 | J.O 1984                       | Pasadena   | Brésil - Maroc        | 2 - 0    |
| 10 | 13-08-1985 | Demi-finale des Jeux Panarabes | Rabat      | Maroc - Algérie "B"   | 1 - 0    |
| 11 | 01-11-1987 | Elim. des Jeux olympiques 1988 | Abidjan    | Côte d'Ivoire - Maroc | 0 - 0    |
| 12 | 15-11-1987 | Elim. JO 1988                  | Casablanca | Maroc - Côte d'Ivoire | 2 - 1    |
| 13 | 30-01-1988 | Elim. JO 1988                  | Rabat      | Maroc - Tunisie       | 2 - 2    |

## Palmarès

### Avec l'équipe du Maroc
- Médaille d'or aux Jeux méditerranéens de 1983
- Médaille d'argent aux Jeux panarabes de 1985

### Avec les FAR de Rabat
- Vainqueur de la Ligue des champions de la CAF en 1985
- Finaliste de la Coupe afro-asiatique en 1986
- Champion du Maroc en 1984, 1987 et 1989
- Vainqueur de la Coupe du Trône en 1984, 1985 et 1986
- Finaliste de la Coupe du Trône en 1988 et 1990

### Distinctions personnelles
- Élu meilleur joueur national de l'année 1988